# Kanton Val d'Ariège
 Val d'Ariège  is een kanton van het Franse departement Ariège. Het kanton maakt deel uit van het arrondissement Foix.
In 2020 telde het 11.384 inwoners.

Het kanton werd gevormd ingevolge het decreet van 18 februari 2014 , met uitwerking op 22 maart 2015, met Varilhes als hoofdplaats.

## Gemeenten
Het kanton omvat volgende 28 gemeenten:
- Arabaux
- Baulou
- Bénac
- Le Bosc
- Brassac
- Burret
- Calzan
- Cazaux
- Coussa
- Crampagna
- Dalou
- Gudas
- L'Herm
- Loubens
- Loubières
- Malléon
- Montégut-Plantaurel
- Pradières
- Saint-Félix-de-Rieutord
- Saint-Jean-de-Verges
- Saint-Martin-de-Caralp
- Ségura
- Serres-sur-Arget
- Varilhes
- Ventenac
- Vernajoul
- Verniolle
- Vira